# Майкл Стулбарг
Майкл Стулбарг (англ. Michael S. Stuhlbarg; 5 липня 1968) — американський театральний, кіно- і телеактор. Номінант Премії «Золотий глобус» за найкращу чоловічу роль — комедія або мюзикл (2009).

## Біографія
Майкл Стулбарг народився в Каліфорнії в містечку Лонг-Біч в єврейській родині.
Брав уроки акторської майстерності в Джульярдській школі, Національному театрі молоді Великої Британії, в Лондонському університеті й в Каліфорнійському університеті Лос-Анджелеса. Навчався міміці у міма Марселя Марсо. Після університету він стає помітним театральним актором, зайнятим у багатьох театральних постановках. Він брав участь у Old Wicked Songs в 1996 році, Long Day’s Journey into Night в 1998 і в The Pillowman у 2005 році. За цю роль він вперше був номінований на премію Тоні.
Він також знімається в багатьох телепроєктах, таких як «Закон і порядок», «Страшненька Бетті» та інших.
Його внесок у кінематограф обмежувався другорядними ролями, такими як гріфін у фільмі «Люди в чорному 3», адвокат у фільмі Рідлі Скотта «Тіло брехні» та іншими незначними. У 2009 році брати Коени надали йому головну роль університетського професора Ларрі Гопніка у фільмі «Серйозна людина» за яку він був номінований на багато премії.
З 2010 року він знімався у Мартіна Скорсезе у телевізійному серіалі HBO Підпільна імперія («Boardwalk Empire»).

## Фільмографія

### Фільми
| Рік  |     | Українська назва                          | Оригінальна назва                           | Роль                   |
| ---- | --- | ----------------------------------------- | ------------------------------------------- | ---------------------- |
| 1998 | ф   | Дорожче рубінів                           | A Price Above Rubies                        | молодий хасид          |
| 1999 | ф   | Макбет у Манхеттені                       | Macbeth in Manhattan                        | Роберт / Росс          |
| 2001 | ф   | Сіра зона                                 | The Grey Zone                               | Коен                   |
| 2008 | ф   | Після школи                               | Afterschool                                 | містер Берк            |
| 2008 | ф   | Тіло брехні                               | Body of Lies                                | адвокат                |
| 2009 | ф   | Холодні душі                              | Cold Souls                                  | консультант хедж-фонду |
| 2009 | ф   | Серйозна людина                           | A Serious Man                               | Ларрі Гопнік           |
| 2010 | кф  | Голдстар, Огайо                           | Goldstar, Ohio                              | інтерв'юер             |
| 2011 | ф   | Хранитель часу                            | Hugo                                        | Рене Табард            |
| 2012 | ф   | Люди в чорному 3                          | Men in Black 3                              | Гріфін                 |
| 2012 | ф   | Сім психопатів                            | Seven Psychopaths                           | Томмі                  |
| 2012 | ф   | Лінкольн                                  | Lincoln                                     | Джордж Ємен            |
| 2012 | кф  | Історії Хоппера                           | Hopper Stories                              | Едвард Гоппер          |
| 2012 | ф   | Гічкок                                    | Hitchcock                                   | Лев Васерман           |
| 2013 | ф   | Жасмин                                    | Blue Jasmine                                | доктор Флікер          |
| 2014 | ф   |                                           | Cut Bank                                    | Дербі Мілтон           |
| 2014 | ф   | Ігри чемпіонів                            | Pawn Sacrifice                              | Пол Маршалл            |
| 2015 | ф   | Стів Джобс                                | Steve Jobs                                  | Енді Герцфельд         |
| 2015 | ф   | Трамбо                                    | Trumbo                                      | Едвард Г. Робінсон     |
| 2015 | ф   | Милі попереду                             | Miles Ahead                                 | Харпер Гамільтон       |
| 2016 | ф   | Прибуття                                  | Arrival                                     | агент Галперн          |
| 2016 | ф   | Доктор Стрендж                            | Doctor Strange                              | Нікодемус Вест         |
| 2016 | ф   | Небезпечна гра Слоун                      | Miss Sloane                                 | Пет Коннорс            |
| 2017 | ф   | Назви мене своїм ім'ям                    | Call Me by Your Name                        | містер Перлман         |
| 2017 | ф   | Форма води                                | The Shape of Water                          | Хоффстетлер            |
| 2017 | ф   | Секретне досьє                            | The Post                                    | Ейб Розенталь          |
| 2020 | ф   | Ширлі                                     | Shirley                                     | Стенлі Едгар Хайман    |
| 2020 | док | Сальваторе: Шевець мрій                   | Salvatore: Shoemaker of Dreams              | оповідач               |
| 2021 | ф   | Беккет                                    | Beckett                                     | Роберт «Боб» Хенсон    |
| 2022 | ф   | Доктор Стрендж у мультивсесвіті божевілля | Doctor Strange in the Multiverse of Madness | Нікодемус Вест         |
| 2022 | ф   | Разом з кістками                          | Bones & All                                 | Джейк                  |
| 2024 | ф   | Підбурювачі                               | The Instigators                             | містер Бесіґай         |
| 2025 | ф   | Аматор                                    | The Amateur                                 | Шон Шиллер             |
| 2025 | ф   | Після полювання                           | After the Hunt                              | Фредерік Олссон        |

### Телебачення
| Рік       |    | Українська назва                 | Оригінальна назва             | Роль                                                                   |
| --------- | -- | -------------------------------- | ----------------------------- | ---------------------------------------------------------------------- |
| 1999      | тф | Ханлі                            | The Hunley                    | Вікс                                                                   |
| 2006      | с  | Закон і порядок: Злочинні наміри | Law & Order: Criminal Intent  | Марсель Костас (Епізод: "Slither")                                     |
| 2006—2007 | с  | Студія 60 на Сансет-Стрип        | Studio 60 on the Sunset Strip | Джеррі (2 епізоди)                                                     |
| 2006—2010 | с  | Американський досвід             | The American Experience       | різні ролі (4 епізоди)                                                 |
| 2007      | с  | Сутичка                          | Damages                       | доктор Бернард Гершенфельд (Епізод: "And My Paralyzing Fear of Death") |
| 2008      | с  | Закон і порядок                  | Law & Order                   | Тімоті Пейс (Епізод: "Bogeyman")                                       |
| 2009      | с  | Потворна Бетті                   | Ugly Betty                    | Генріх (Епізод: "There's No Place Like Mode")                          |
| 2010—2013 | с  | Підпільна імперія                | Boardwalk Empire              | Арнольд Ротштейн (32 епізоди)                                          |
| 2015—2016 | с  | Очевидне                         | Transparent                   | Хаїм (2 епізоди)                                                       |
| 2017      | с  | Фарґо                            | Fargo                         | Сі Фельтц (9 епізодів)                                                 |
| 2018      | с  | Примарна башта                   | The Looming Tower             | Річард Алан Кларк (8 епізодів)                                         |
| 2019      | с  | Зрадники                         | Traitors                      | Роу (5 епізодів)                                                       |
| 2020—2021 | с  | Ваша честь                       | Your Honor                    | Джиммі Бекстер (10 епізодів)                                           |
| 2021      | с  | Ломка                            | Dopesick                      | Річард Саклер (8 епізодів)                                             |
| 2022      | с  | Сходи                            | The Staircase                 | Девід Рудольф (8 епізодів)                                             |